# Пиргохори
Пиргохори (грч. Πυργοχώρι) је насељено место у  општини Кушница у периферији Источна Македонија и Тракија, Грчка. Према попису из 2021. године било је 112 становника.
Према бугарском географу и историчару, Василу Канчову, у Пиргохорију је 1900. године живело 100 Турака. Године 1924. турско становништво је принудно исељено у Турску а на њихово место су насељене грчке избегличке породице, којих је на попсу из 1928. године било 196. Село се раније звало Кулали